# UIC-Z-Wagen (DR)

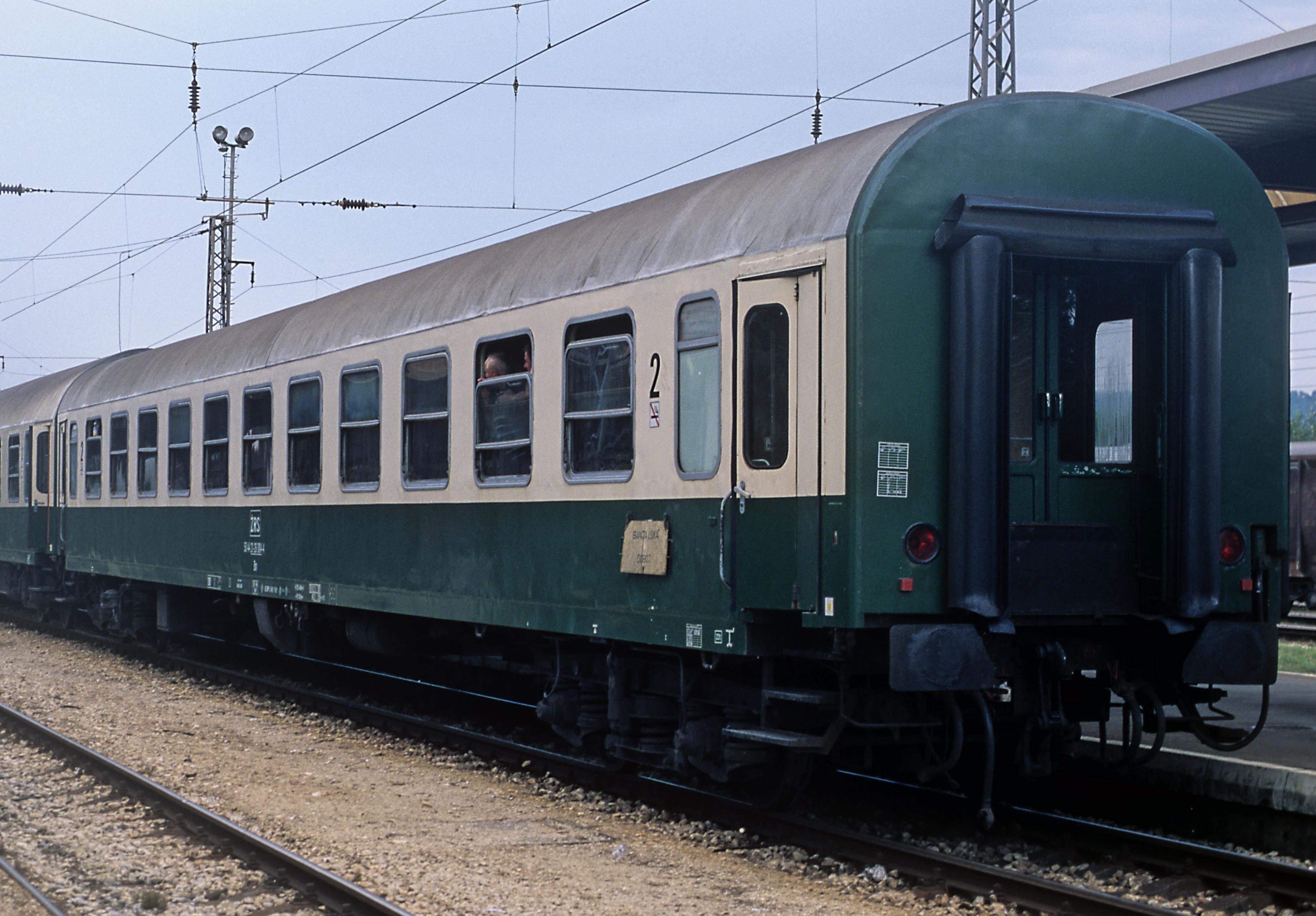
UIC-Z-Wagen im chromoxidgrün-elfenbeinfarbenen Originallack, nun bei der ŽRS im Einsatz (2009)

Als UIC-Z-Wagen der DR wird eine Serie von Reisezugwagen der Deutschen Reichsbahn bezeichnet, die überwiegend im Raw Halberstadt, aber auch im VEB Waggonbau Bautzen hergestellt wurde. Diese Wagen wurden je nach dem Herstellerort als „Halberstädter“ bzw. „Bautzener“ Wagen bekannt.

## Halberstädter Schnellzugwagen
Bereits 1977 legte das Raw einen Entwurf für die Entwicklung eines sich an den UIC-Z-Vorgaben orientierenden Seitengang-Abteil-Schnellzugwagens vor. Durch das Vorziehen der Bauart Bmhe wurden diese Pläne zunächst aber nicht verwirklicht. Erst 1979, damit mitten in den Bau der Bmhe-Serie hinein, wurde ein erster Prototypwagen der zweiten Klasse vorgestellt. Die Hauptmaße folgten der UIC-Z2-Empfehlung ohne Klimaanlage. Der Wagen hat bei einer Länge von 26,4 Metern und einer Breite von 2825 Millimetern elf Abteile zwischen den am Wagenende zu findenden Drehfalttüren. Die Fenster waren 1200 Millimeter breit ausgeführt, wobei die Fensterflucht des unteren Rahmens etwas tiefer als bei den UIC-X- und Y-Typen lag und der der DR-Ausführung des UIC-Y-Wagens entsprach.
Die Wagen der Halberstädter Lieferungen bis 1985 und 1987 laufen wie die vorher gebauten Bmhe auf Drehgestellen der Bauart Görlitz V-K mit Klotzbremse für 140 km/h. Die 1986 und ab 1988 gebauten Wagen sowie alle vom Waggonbau Bautzen erhielten scheibengebremste Drehgestelle der Bauart GP 200 für 200 km/h Höchstgeschwindigkeit, der Einbau der Magnetschienenbremse war jedoch zunächst nur vorbereitet. Die Innenausstattung orientierte sich an den Bmhe- und den Y/B70-Wagen. Damit wurden die gleichen Kunststoffplatten für die Innenwandverkleidung und braunen Sitzbezüge für die Sitze in den Raucher- und roten für die in den Nichtraucherabteilen verwendet. Die Gangtrennwände und Abteiltüren entsprechen den Y/B70-Serienwagen, die Luftheizung ebenfalls. Die gummiwulstgeschützten Wagenübergänge schließen gekuppelte und federbelastet schließende Doppelschiebetüren ab. Die Wagen erhielten von Anfang an den zur selben Zeit für den schnellfahrenden Reiseverkehr eingeführten elfenbein-chromoxidgrünen Anstrich mit rehbraunem Dach. Die Gattungsbezeichnungen lauteten anfangs klassenabhängig Ame, ABme und Bme, 1986 entfiel das Nebenzeichen e. Nach der deutschen Wiedervereinigung wurde das Nebenzeichen o eingefügt. Es steht dabei für Wagen ohne Klimaanlage und mit weniger als zwölf Abteilen.

### Die Halberstädter Serienwagen der Schnellzugbauart
Die ersten sechs Vorserienwagen lieferte das Raw Halberstadt 1982 an die DR ab. Dies waren Wagen der ersten Klasse des Typs Ame. Entgegen der UIC-Z-Richtlinie hatten diese Wagen zehn Abteile der ersten Klasse (statt neun) und keine Klimatisierung erhalten. Die Ausstattung dieser Vorserie orientierte sich ansonsten am Prototyp. Entgegen der UIC-Z-Empfehlung waren auch die Fenster nur 1200 Millimeter breit ausgeführt. Diese Wagen entsprechen damit, obwohl der Bauart Z zugerechnet, eher dem UIC-X-Typ und somit weitgehend dem Am-Wagen der DB.
Die Sitze wurden als Einzelsitze mit Armlehnen ausgeführt, somit fanden sechs Reisende in einem Abteil einen Platz. Als Wagenaußenfarbe wurde ein neues Schema verwendet mit elfenbeinfarbenem Fensterband, hellgrünem Bauchspantenbereich, wobei auch der Längsträger in gleicher Farbe gehalten wurde, sowie rehbraunem Dach. Der Kennstreifen für die erste Klasse war in reinorange gehalten.

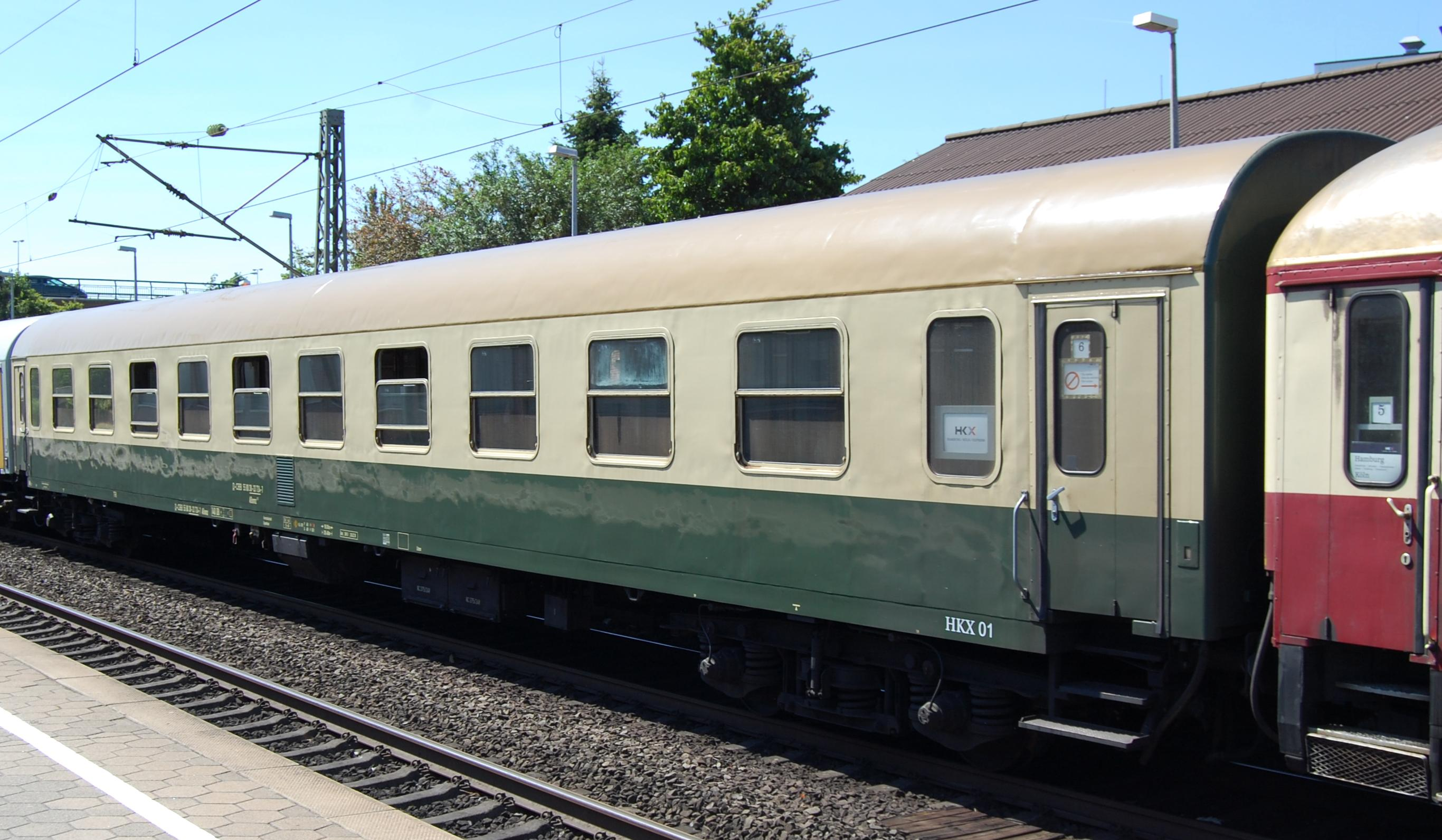
Halberstädter Abteilwagen der Bauart ABomz^{512}, gebaut als ABme

Dieser Vorserie folgte 1983 eine Hauptserie mit 120 Wagen. Davon waren 110 Wagen als Bauart Ame und zehn Wagen bei gleichem Wagenkasten als gemischtklassige Wagen ABme ausgeführt. Sechs der zehn Abteile wurden mit der Ausstattung der zweiten Klasse versehen. Diese Wagen wurden sofort in internationalen Zügen eingesetzt und setzten Y-Wagen der ersten Klasse frei.

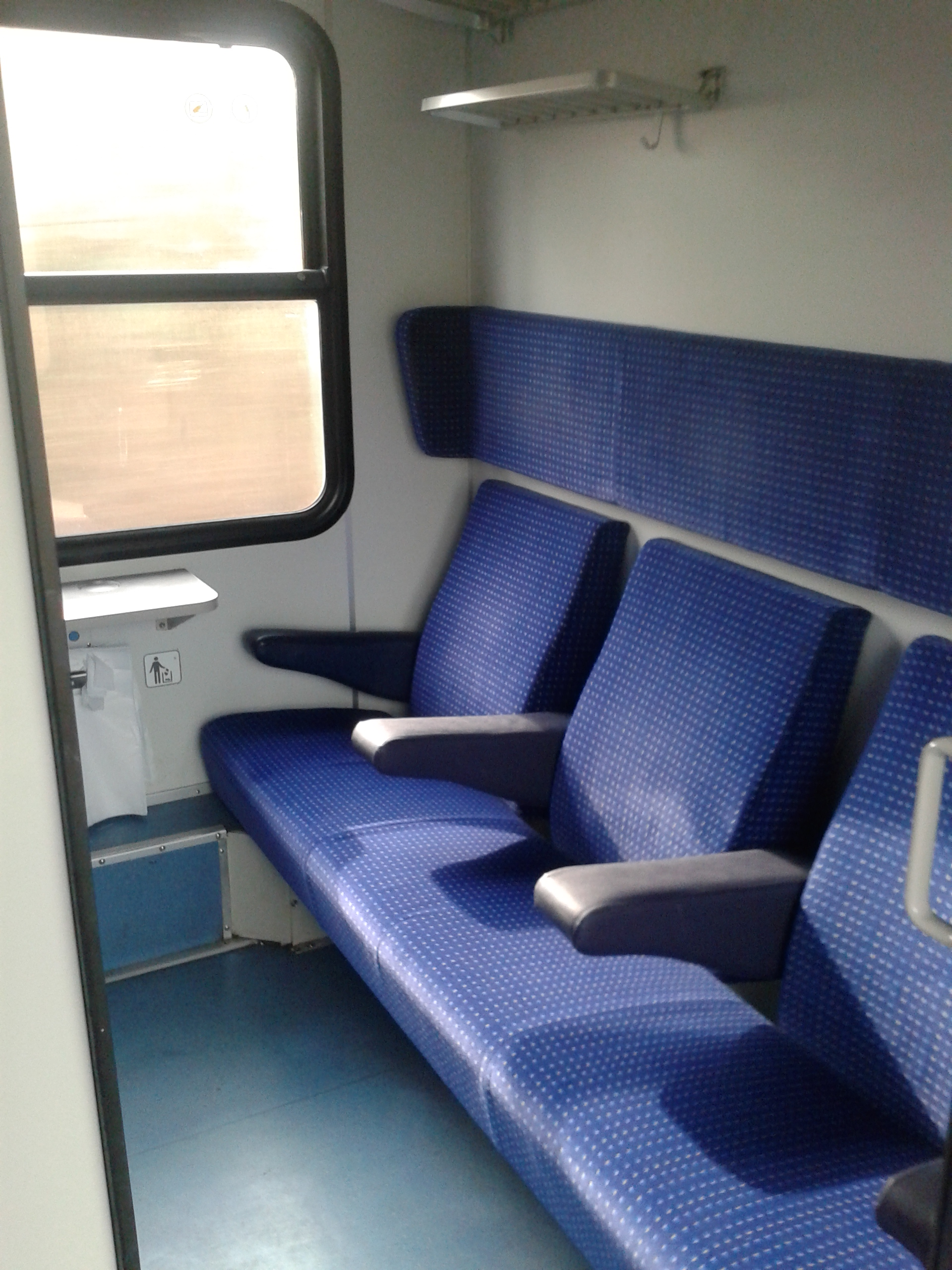
Inneneinrichtung eines Bomz^{520}, vormals Bom^{280}

1984 wurde eine Serie von 180 Zweite-Klasse-Wagen des Typs Bme (später Bom280/281) ausgeliefert, die weitgehend dem Prototyp von 1979 entsprach. 22 Wagen hatten Drehgestelle der Bauart GP 200 (ohne Magnetschienenbremse) statt der Bauart Görlitz V erhalten, damit konnten sie für 160 statt 140 km/h zugelassen werden. Die Sitzplätze in den Abteilen wurden durch zwei klappbare Armlehnen gedrittelt, damit waren sie flexibel für sechs oder acht Reisende nutzbar. Im Binnenverkehr außer bei den Städteexpresszügen wurden weiterhin acht Platzkarten pro Abteil verkauft. Die GP-200-Wagen der späteren Lieferungen (später Bom281) hatten aber nur die mittleren Armlehnen für acht Plätze erhalten. Vier Abteile waren für Raucher (mit braunem Kunstleder als Sitzbezug), sieben für Nichtraucher vorgesehen (mit rotem Kunstleder). Der erste Einsatz erfolgte ebenso in Transit- und internationalen Zügen. Daneben kamen 65 Wagen des Typs ABme mit den Görlitz-V-Drehgestellen und zehn Wagen erster Klasse Ame mit GP-200-Drehgestellen an die DR. Zu diesen gesellten sich noch vier Wagen für den DDR-Regierungssonderzug.
Die Lieferung von 1985 beinhaltete 218 Wagen der Bauart Bme (später Bom281) mit Görlitz-V-Drehgestellen und flexibler Sitzplatzzahl. Hinzu kam der Prototyp eines kombinierten Sitz-/Gepäckwagens des Typs BDmsb (späte BDomsb), der ein behindertengerechtes Abteil und eine ebenso ausgeführte Toilette erhielt.
Die Lieferung aus dem Jahr 1986 enthielt 155 Bme (Bom281)-Wagen, die wieder mit GP-200-Drehgestellen ausgestattet waren. 1986 entfiel die Kennzeichnung von Wagen mit elektrischer Heizung mit dem Nebenzeichen „e“.
137 Wagen der zweiten Klasse, davon nur acht mit GP-200-Drehgestellen, lieferte Halberstadt 1987 ab. Darunter war eine Serie von 50 Wagen mit zentraler Energieversorgung (Bmz/Bomz283). Hinzu kamen vier Vorserienwagen der BDmsb-Bauart.
Eine größere Serie mit 76 BDmsb-Wagen wurde 1988 hergestellt. Dazu kamen 57 Wagen der Bauart ABm, alle mit GP-200-Drehgestellen.
Gleich 133 Wagen der Gattung ABm sowie weiter 47 Am-Wagen produzierte das Raw Halberstadt im Jahre 1989. Hinzu kam ein aus einem verunfallten Bm-Wagen hergerichteter Kioskwagen (in der Diktion der Mitropa als „Bufett“ bezeichnet) mit Buffetabteil der Gattung Bmk.
Die größte Serie an neuen Wagen entstand 1990 mit 222 Fahrzeugen. Allein 188 Zweite-Klasse-Wagen Bm/Bom281 gingen in Betrieb, gefolgt von 30 Erste-Klasse-Wagen Am201 sowie drei „Bufett-“ bzw. Kioskwagen aus Unfallwagen.
Die meisten Halberstädter Wagen hatten die grün-beige Standardlackierung der DR. Die Fahrzeuge, die für den Einsatz in Städteexpress-Zügen vorgesehen waren, trugen die typische Städteexpresslackierung mit oranger Bauchspante und grauem Dach. Als Verstärkungswagen wurden auch drei Ame sowie drei Bme mit weinrotem Fensterband und grauer Bauchspante abgeliefert, passend zum Großraumprototypzug (siehe unten).
Die Halberstädter Wagen kamen in fast allen internationalen Schnellzügen zum Einsatz, bei denen die DR den Wagenpark zu stellen hatte.
Als Prototyp wurde noch 1990 ein Wagen der Gattung Bmz (später Bomz236) gebaut, der mit einer völlig neuen Inneneinrichtung nach DB-Norm für den Einsatz in Intercity und Interregio-Zügen gedacht war, aber technisch auf den Bom-Wagen basierte. Er trug die bei der DB damals übliche Interregio-Produktlackierung mit blauem Fensterband und hellerem Begleitstreifen, darunter befand sich eine weiße Bauchspante.

## Nach 1989/90
Nach der politischen Wende in der DDR im November 1989 und der deutschen Wiedervereinigung im Oktober 1990 stiegen auch die Ansprüche der Fahrgäste in den neuen Ländern, auch das internationale Reisepublikum verlangte nach besserer Ausstattung. Dem wurde dadurch Rechnung getragen, dass die Sitze der letzten Serie statt mit Kunstleder nun mit einem Stoffbezug ausgestattet wurden.

### DR-IC-Wagen

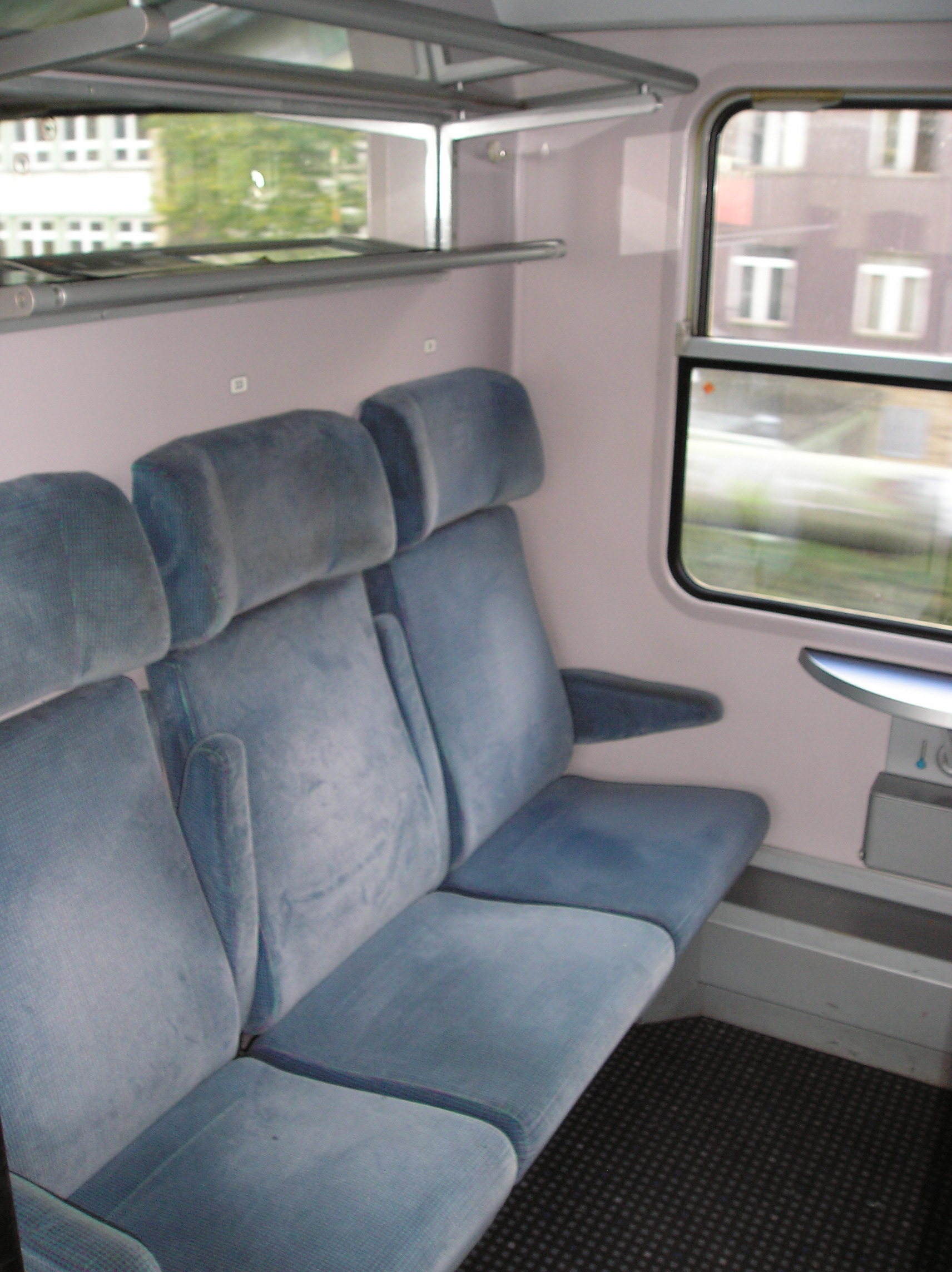
Inneneinrichtung eines Bomz^{236}

Die letzten Schnellzugwagen, die in Halberstadt neu gebaut wurden, waren aber weitere 112 Wagen des Typs Bmz (später in Bomz236 umbenannt). Die Inneneinrichtung unterschied sich – wie schon beim Musterwagen – erheblich von der bisherigen Serie. Statt der festen Sitzbänke kamen nun in jedem Abteil sechs etwas seitlich versetzte Einzelsitze zum Einbau, wodurch Platz für einen zusätzlichen Kindersitz am Fenster und einen Kofferabstellplatz auf der Gangseite gewonnen wurde. In den Gängen wurde nunmehr auch an jedem Fenster ein Notsitz eingebaut. Rund die Hälfte dieser Wagen erhielt den IR-Anstrich, die anderen waren im IC-Schema orientrot-weiß gehalten. Diese Wagen wurden mit Magnetschienenbremse ausgerüstet und für 200 km/h Höchstgeschwindigkeit zugelassen, wofür das GP-200-Drehgestell auch ursprünglich entwickelt worden war. Zusätzlich erhielten diese Wagen verstärkte Übergangstüren mit kleineren Fenstern nach dem Vorbild der Bautzener mit einer zusätzlichen Öffnungshilfe.
Die ersten Einsätze der IR-farbenen Wagen erfolgten in Zügen in die Tschechoslowakei und nach Österreich. Die IC-farbenen Wagen wurden in Nachtzügen Berlin – Köln – Paris sowie in den Schnellzügen Berlin – Leipzig – Nürnberg – München eingesetzt, soweit die DR für die Stellung des Wagenparks verantwortlich war. Die IR-farbenen Wagen wurden ziemlich bald ins IC-Design umlackiert. Mit der Ausdehnung des IC-Netzes der DB in die neuen Bundesländer wurden viele der Bmz-Wagen in westdeutschen Betriebswerken stationiert – im Tausch mit klimatisierten Erste-Klasse-Wagen des IC-Verkehrs, welche in Berlin und Leipzig beheimatet wurden.
Bis zum Fahrplanwechsel im Dezember 2016 wurden die DR-IC-Wagen in CNL-Nachtzügen genutzt. Da die ÖBB-Personenverkehr (die viele Nachtzugleistungen in Deutschland übernahmen) selbst bereits etliche klimatisierte Abteilwagen an andere Bahngesellschaften veräußert haben, erwarben sie die Bom(d)z236 nicht. Die Wagen standen zeitweise auf der Gebrauchtzugplattform der DB zum Verkauf. Übergangsweise dienen mehrere dieser Reisezugwagen als Ersatzwagen für nicht einsatzfähige Regionalexpress-Wagen auf der Marschbahn.
Mehrere Bomz236 gehören zum Wagenpark der BahnTouristikExpress GmbH, während andere nach Iran verkauft wurden.

### Umbau zu IR- und IC-Wagen

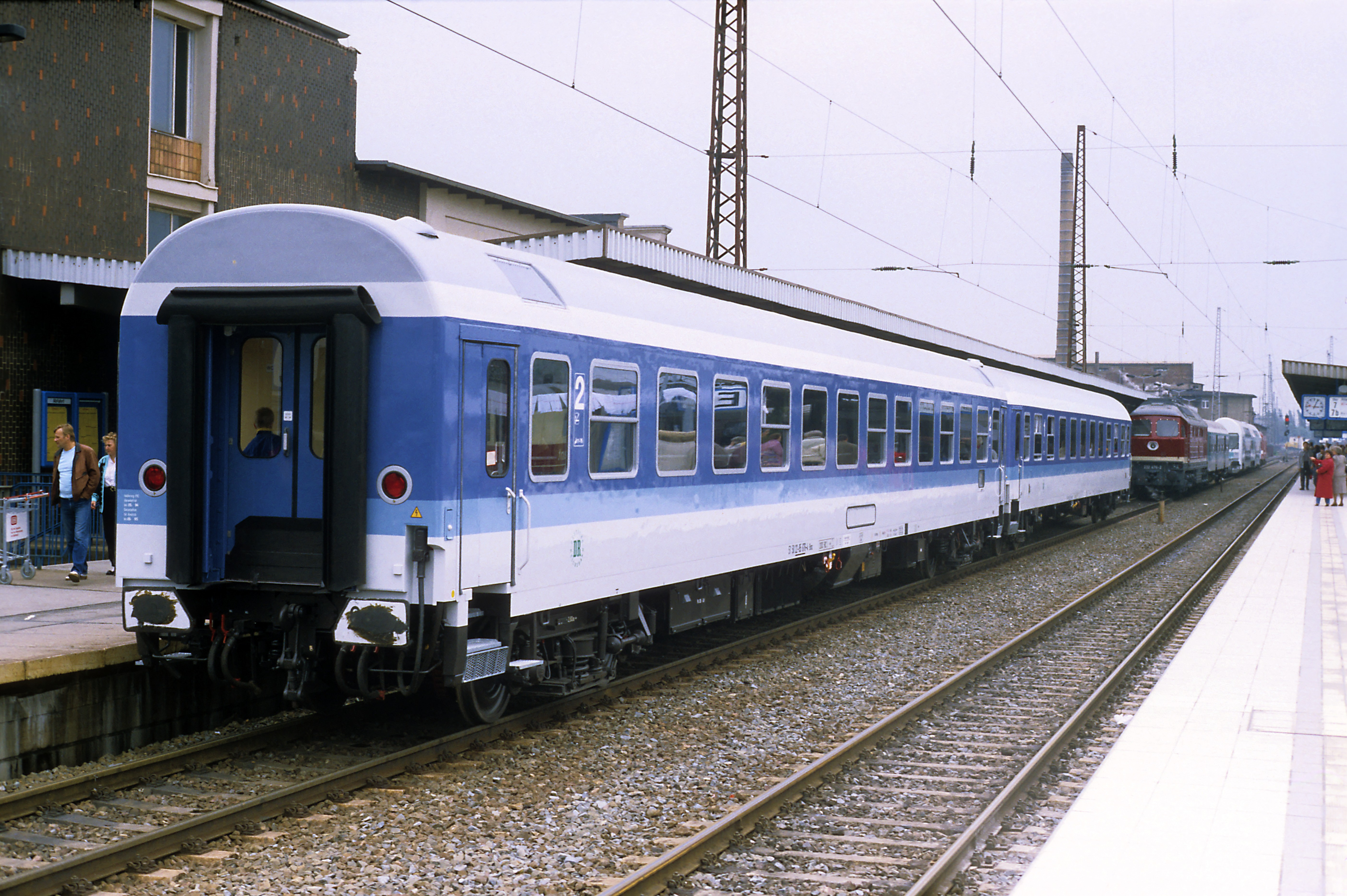
DR-Interregiowagen im Anlieferungszustand, Magdeburg Hbf 22. Mai 1993

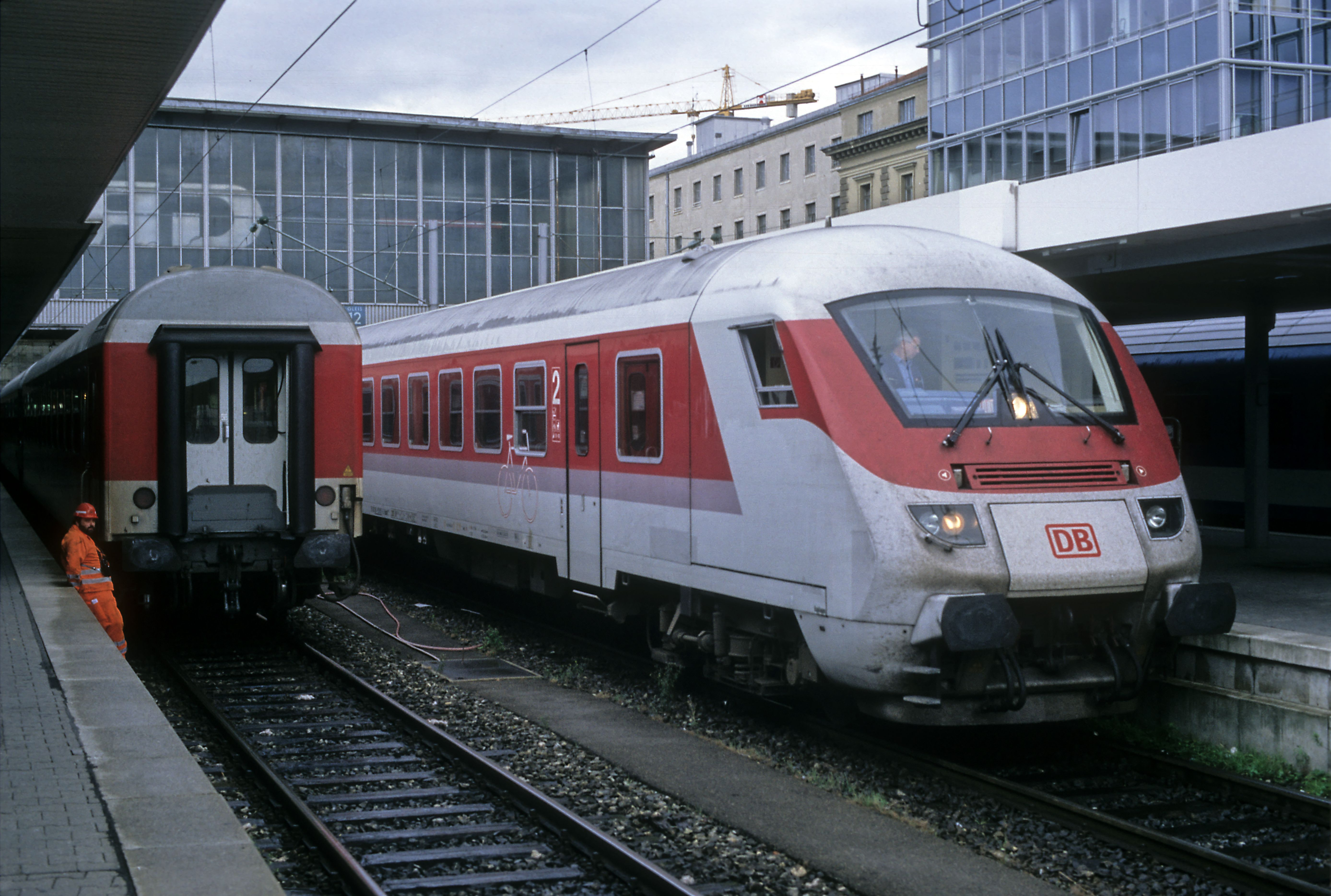
Ein auf Basis der Halberstädter Wagen entstandener IC-Steuerwagen in Interregiobauart, Bf München Hbf

Um das in die neuen Bundesländer ausgeweitete Interregio-Netz bedienen zu können, wurden ab 1991 im Raw Halberstadt für die Deutsche Reichsbahn ebenfalls Halberstädter Schnellzug-Wagen zu Interregio-Wagen umgebaut. Hier bildeten teilweise neuwertige Wagen der DR (Baujahre 1984 bis 1990) der DB-AG-Gattungen Am, Bom und ABom aus Halberstädter Produktion die Grundlage, die mit Drehgestellen der Bauart GP 200 ausgestattet und damit nach Einbau einer Magnetschienenbremse für Geschwindigkeiten bis 200 km/h geeignet waren. Dabei handelt es sich um die Wagengattungen Bimz256 (10 Stück), Bimz259 (238 Stück), ABimz265 (zwei Stück) und Bimdz267 (62 Stück, mit Fahrradabteil). Auch diese und alle folgenden Wagen erhielten die verstärkten Übergangstüren mit Öffnungshilfe.
Beim Umbau erhielten die Wagen neue Seitenwände mit 12 Fenstern im Fahrgastsitzbereich, was zu einer Verkürzung der teilweise fiktiven Abteile um zehn Zentimeter führte.
Zuletzt wurden 1995 noch 20 Wagen zu Steuerwagen (Gattung Bimdzf269) umgebaut, um in den großen Kopfbahnhöfen wie Stuttgart, München, Frankfurt am Main oder Leipzig die Standzeiten der Interregios durch Wegfall des Lokwechsels zu senken. Weitere 12 Steuerwagen der Bauart Bimdzf269.2 wurden in IR-blau lackiert (sechs in orientrot mit Streifen, sechs in verkehrsrot/weiß) und vor allem für den Einsatz auf der IR-Linie 8 München–Nürnberg–Leipzig–Berlin–Hamburg gedacht. Diese Steuerwagen mit IR-Einrichtung waren ohne untere Abdeckklappe an der Fahrzeugfront ausgeführt.
Ab 1997 wurden aus Wagenkästen von Bom280 und Bom281 insgesamt 76 Intercity-Steuerwagen der IC-Bauart Bpmbzf297 gebaut, die viele Baumerkmale der Bpmz-Wagen aufweisen, bis hin zur Inneneinrichtung. Von den Ursprungsfahrzeugen blieben wegen der geänderten Fensterteilung im Wesentlichen nur Bodenrahmen, Dach und eine Stirnwand erhalten. Als Besonderheit laufen diese Wagen auf luftgefederten Drehgestellen der Bauart SIG 725 und verfügen, ähnlich der Gattung Bvmz, über eine Bodenwanne zum Schutz der unterflurig angebrachten Aggregate. Nach Ausrüstung mit Fahrgastinformationssystem lautet die Bezeichnung dieser Wagen nun Bpmbdzf296.

### Regionalverkehrswagen

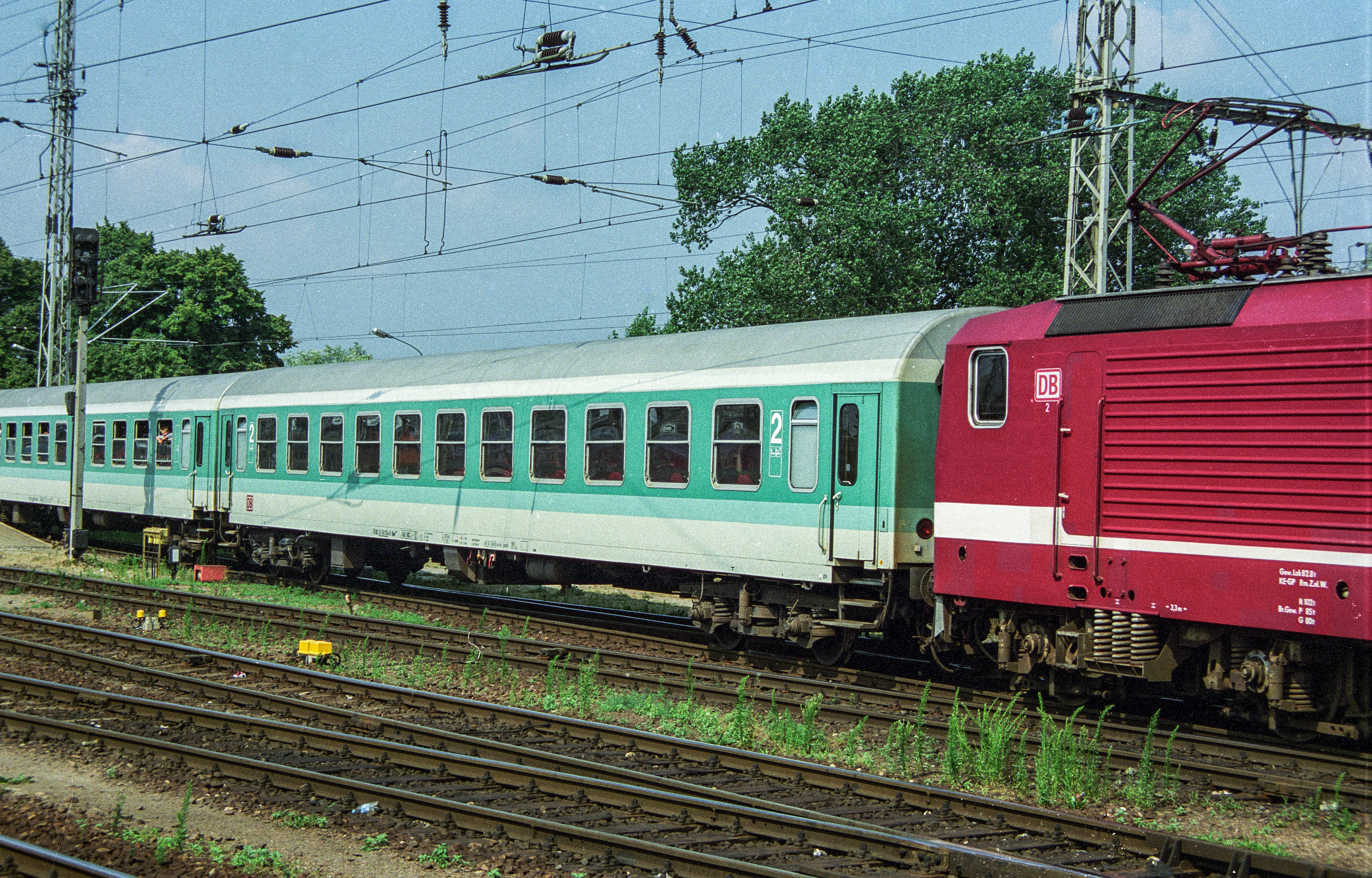
Regionalverkehrswagen

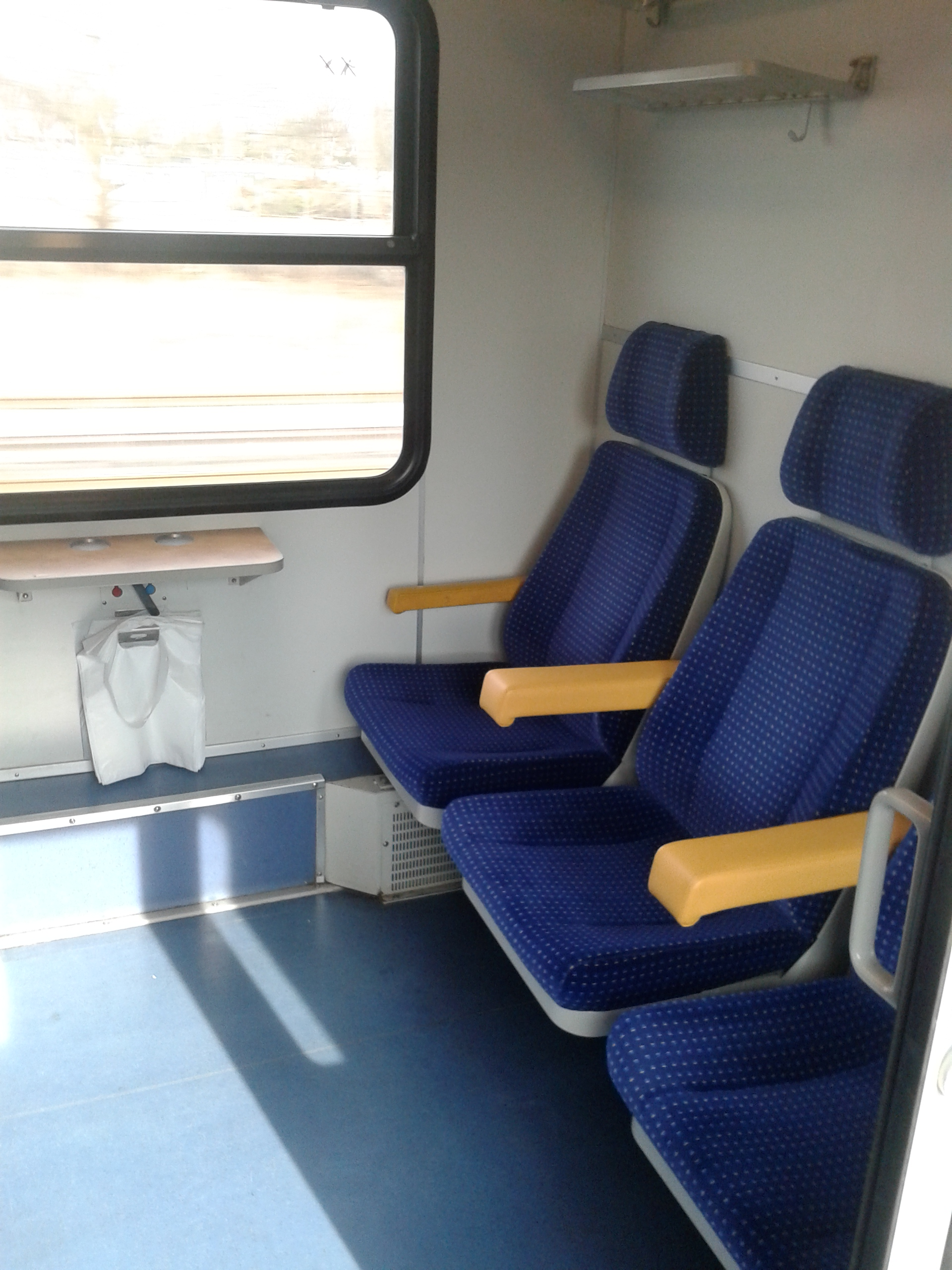
Inneneinrichtung eines ABomz^{512}, in den 1990er Jahren mit Einzelsitzen versehen

Neben den Halberstädter Mitteleinstiegswagen wurden auch die Seitengangwagen (insbesondere die mit Görlitz-V-Drehgestellen) im Regionalverkehr eingesetzt. Eine grundlegende Modernisierung hatten diese Wagen nicht erhalten. Sie bekamen meist nur noch einen neuen Anstrich, und die kunstlederbezogenen Sitzbänke wurden Ende der 1990er Jahre zum Teil noch mit Stoff bezogen. Die Erste-Klasse-Wagen wurden zuletzt meist deklassiert eingesetzt. Die letzten Seitengangwagen aus DDR-Produktion wurden ca. 2002 abgestellt. Einige dieser unmodernisierten Wagen wurden auch nach Italien verkauft, viele gelangten nach Bulgarien. Etwas länger wurden die zu ABbd406 modernisierten Halbgepäckwagen (ehemals BDmsb/BDomsb) eingesetzt, im Plandienst zuletzt bis 2007 auf der Relation Cottbus–Dresden.

## Die Bautzener Wagen
Nicht nur das Raw Halberstadt baute Wagen nach UIC-Z-Normen, auch der VEB Waggonbau Bautzen wandte sich dieser Wagenbauart zu. Der erste Prototyp, ein gemischtklassiger Wagen ABme, wurde auf der Leipziger Frühjahrsmesse im März 1975 vorgestellt. Er lief auf Drehgestellen des Typs Görlitz VI mit Klotz- und Magnetschienenbremse und erhielt elektropneumatisch betätigte Schwenkschiebetüren sowie die außenwandbündigen, beim Öffnen nach innen übersetzenden Fenster, die zur selben Zeit auch in die Serienwagen des Typs Y/B70 eingebaut wurden. Auffällig war der große Komfortunterschied zwischen den Wagenklassen. Die Abteile der ersten Klasse waren 2360 Millimeter lang, die dazugehörenden Fenster erhielten eine Breite von 1400 Millimetern. Die Abteile der zweiten Klasse wurden dagegen auf 1885 Millimeter verkürzt, jedoch erhielten auch sie statt der Sitzbänke drei Einzelsitze pro Seite. Der Wagen war mit einer Luftheizung ausgerüstet, die Mehrzahl der notwendigen Teile war unter dem Wagenboden aufgehängt. Damit war es möglich, die Dachhöhe zu reduzieren. Obwohl auch einklassige Ausführungen mitentwickelt worden waren, kam es zunächst nicht zu einer Bestellung. Der Prototypwagen wurde im Bww Berlin-Rummelsburg beheimatet und vorwiegend im Transitverkehr in die BRD eingesetzt. Erst um 1980 bestellten potentielle Abnehmer in Bautzen Wagen des Typs Z.
Die meisten Produkte gingen allerdings in andere Ostblock-Staaten wie Polen, ČSSR und Ungarn sowie nach Griechenland. Einen ersten Anteil aus Bautzen erhielt die DR ab 1983 mit 113 Liegewagen vom Typ Bcm(e) (Bcom242), die weitgehend den Halberstädter Wagen glichen. Diese Wagen, mit den GP-200-Drehgestellen ausgerüstet, boten in zehn Abteilen sechs Liegeplätze, ein Abteil diente dem Wagenbegleiter. Die Fensterscheiben waren bei dieser Serie goldbedampft worden. Wagen dieser Bauart gelangten ab Werk auch nach Bulgarien und Griechenland.
Von den Halberstädter Wagen unterscheiden sich die Fahrzeuge aus Bautzen am deutlichsten durch die abweichenden Übergangstüren mit kleineren Fenstern, breitere Toilettenfenster, bei denen die obere Hälfte statt nur eines Viertels klappbar ist, und Details an den Einstiegen.

### Speisewagen

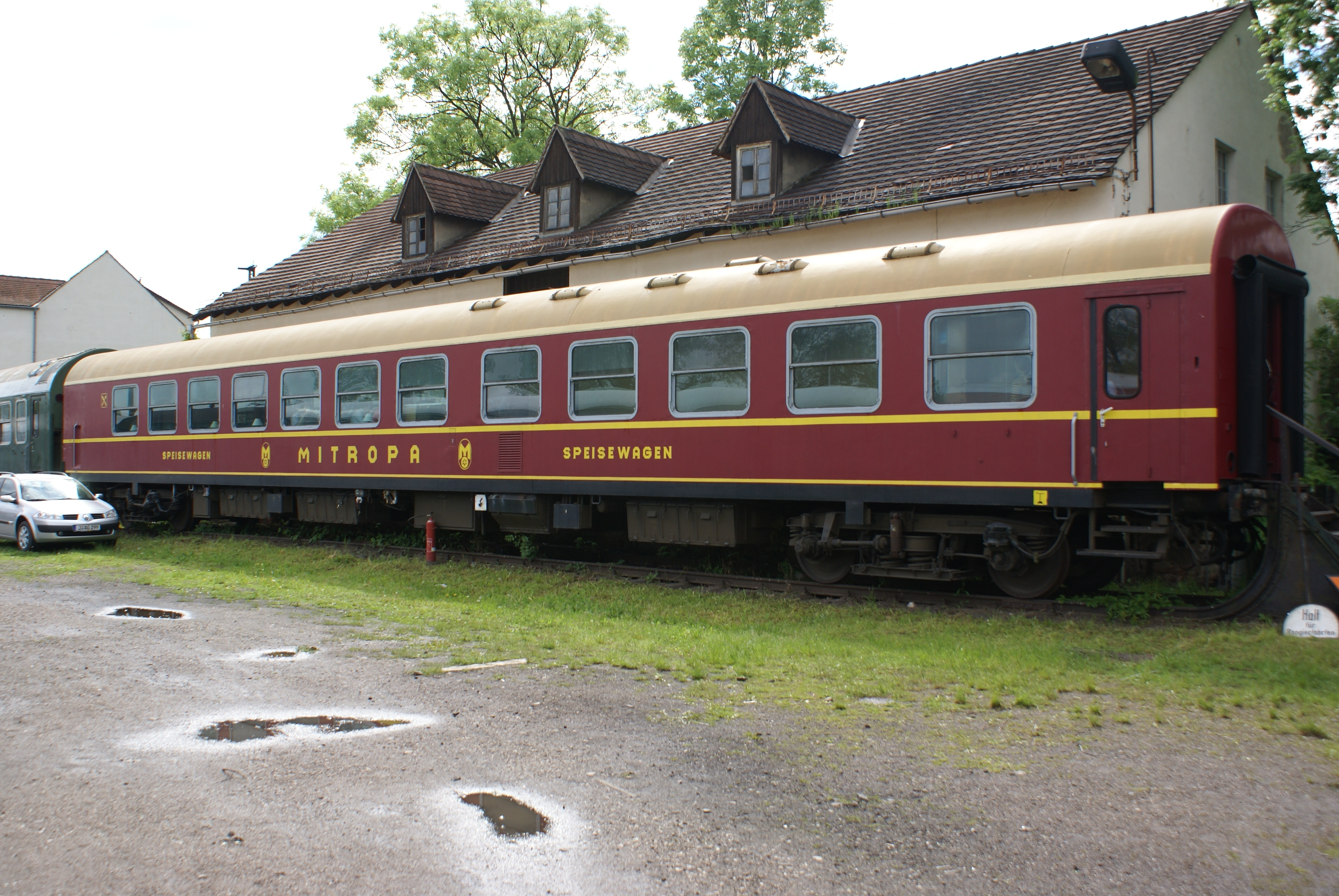
Speisewagen WRme von 1984 im Eisenbahnmuseum Weimar

Im Jahre 1984 lieferte Bautzen 26 Speisewagen der Bauart WRme/WRmz(130) an die Mitropa ab, die nach 1990 von der DR übernommen wurden. Die Wagen hatten neben der Küche einen Speiseraum mit 42 Sitzplätzen. Die sonstige Ausstattung entsprach der der anderen Wagenserie, der Anstrich war im Mitropa-typischen weinrot, ohne Zierleisten, gehalten. Der Einsatz erfolgte bevorzugt in Zügen des Transitverkehrs Berlin–Westdeutschland. Ab der Deutschen Einheit setzte die DR diese Wagen vor allem in den IC-Zügen Westerland – Hamburg – Berlin – Dresden – Prag – Wien und Dresden – Leipzig – Frankfurt – Mannheim – Saarbrücken ein, teilweise inmitten französischer Corail-Wagengarnituren. Fünf der Wagen ließ die DR in Gotha modernisieren und mit dem üblichen IC-Anstrich orientrot-weiß versehen. Bei der Deutschen Bahn erhielten sie später den bis heute aktuellen Anstrich in verkehrsrot-weiß.
Die nicht in IC-Farben umlackierten Wagen wurden in den 1990er Jahren rot lackiert und mit dem Mitropa-typischen gelben Zierstreifen unterhalb der Fenster versehen. Anfang des Jahrtausends wurden alle Wagen ausgemustert. Wagen der gleichen Bauart hatte Bautzen auch nach Ungarn, Bulgarien, Polen und – mit mittig angeordneter Küche und einem Bistrobereich – in die ČSSR geliefert. Die tschechische, slowakische und polnische Wagen fahren – mehrheitlich modernisiert – noch heute in Fernzügen, u. a. auf den Relationen Wien–Warschau, Berlin–Warschau, Prag–Budapest und Bratislava–Kosice. Ein Teil der ungarischen Wagen wurden mit hochwertigerer Inneneinrichtung versehen, und in Nostalgie- und Luxuszüge (Danube Express) eingesetzt – inzwischen sind aber nur noch diese Wagen in Einsatz. Für die bulgarischen Speisewagen war letztes Einsatzgebiet bis 2020 der Autoreisezug „Optima-Express“ zwischen Villach (A) und Edirne (TR).

### Komfortwagen

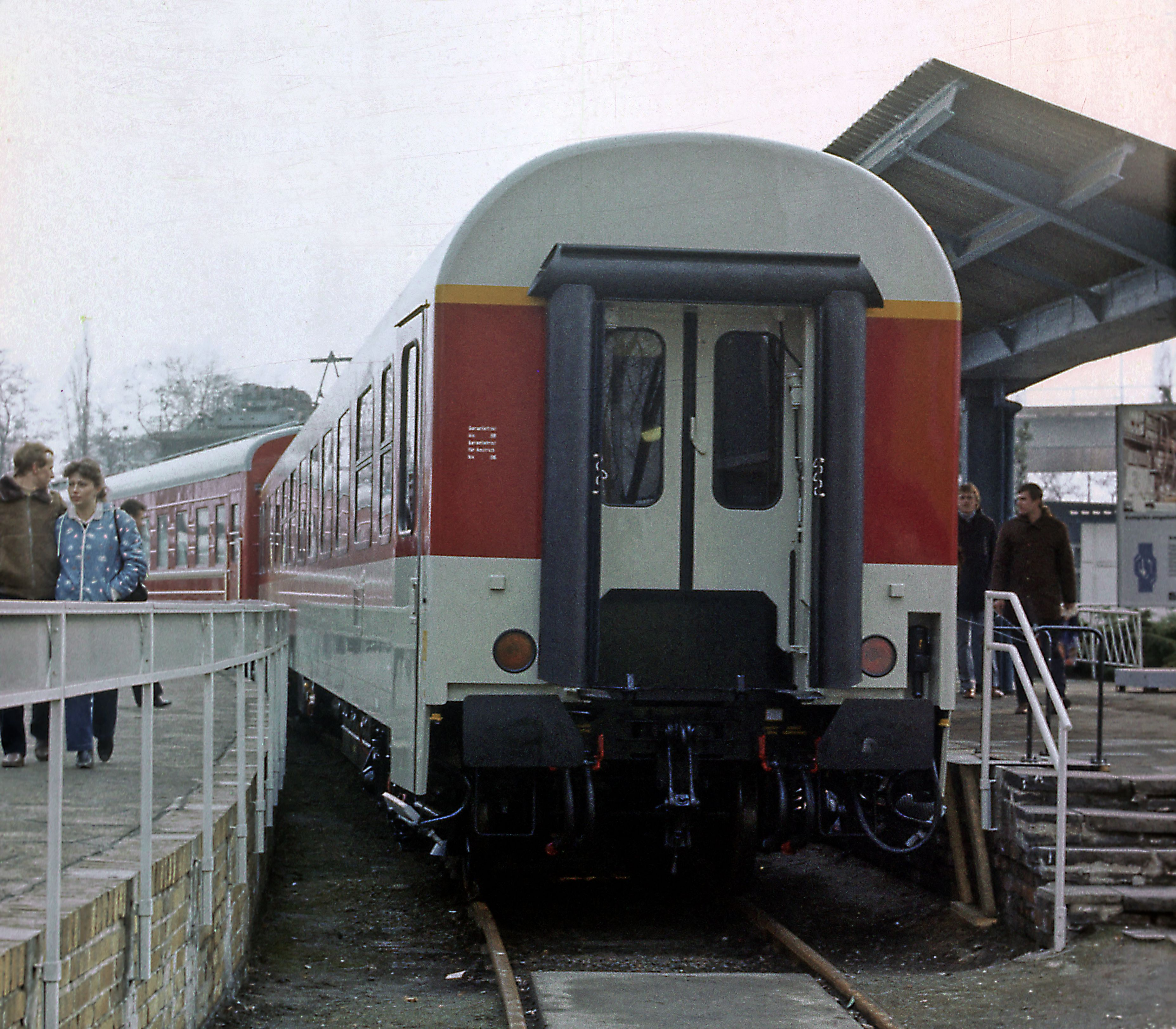
Komfortwagen Amy, 1. Klasse auf der Leipziger Frühjahrsmesse 1985

Eine neue Komfortwagen-Bauart mit Großräumen, angelehnt an entsprechende Wagenentwicklungen der DB (Gattung Bpmz291 ff.) und der SBB (Bpmz), lieferte Bautzen 1985 an die DR ab. Sie entsprachen damit ebenso der UIC-Spezifikation 567-2. Sieben Wagen mit 80 Sitzplätzen wurden mit Sitzen der zweiten Klasse ausgestattet (davon 32 Raucherplätze), drei Wagen erhielten die Inneneinrichtung mit 60 Plätzen (24 für Raucher) der ersten Klasse, ansonsten wurde der gleiche Wagenkasten verwendet. Die Bezeichnung dieser mit einer Unterflur-Einkanal-Anlage vollklimatisierten Wagen lautete Bmy und Amy. Wagenbaulich entsprachen sie dem üblichen Schema der Fahrzeuge aus Halberstadt und Bautzen. Sie hatten aber als Neuerung Schwenkschiebetüren erhalten, wie sie später bei allen Bautzener Exportwagen eingebaut wurden.
Zwischen den Türen gab es neben den WC-Fenstern zehn 1400 Millimeter breite goldbedampfte feststehende Scheiben (Theraflex-Thermo). Vier Fenster waren als Notausstieg klappbar ausgeführt. Die Wandinnenverkleidung bestand aus dem synthetischen Rauleder „Tuval“. Die Fußböden in beiden Wagenklassen waren mit Teppichen ausgelegt, alle Farben wurden aufeinander abgestimmt.
Der Anstrich war in weinrot für das Fensterband und weißgrau für das Dach sowie den Bauchspantenbereich einschließlich des Längsträgers gehalten. Mit den Drehgestellen der Bauart GP 200 S-Mg mit Scheiben- und Magnetschienenbremse (UIC-Merkblatt 515) konnten die Wagen bis zu 200 km/h verkehren.
Der erste Einsatz erfolgte Anfang 1986 in eigens zur Erprobung dieser Wagen für fünf Monate eingeführten Städteexpresszügen Berlin–Rostock. Da die an den Drehgestellen angebrachten Generatoren über das bisherige Umgrenzungsprofil von Reisezugwagen hinaus ragten, mussten die Züge als Lademaßüberschreitungen verkehren. [11]
Später verkehrten die Komfortwagen im Interexpress 78/79 Progress Berlin–Dresden–Prag. Als Ersatz für Schadwagen und als Wagen mit abschließbaren Dienstabteil wurden zwei Am-Wagen und drei Bm-Wagen im gleichen Anstrichschema ausgeführt und diesen beigestellt. Als Speisewagen, der beide Wagenklassenblöcke trennte, wurde ein regulärer WRg bzw. WRm eingestellt.
Da der DR der Bedarf fehlte und der Exporterfolg für Bautzen ausblieb, wurden diese Wagen nach 1990 abgestellt. Ein möglicher Einsatz im IC-Verkehr unterblieb. 1993 wurden acht der zehn Wagen in Lounge- und Service-Wagen für das City-Night-Line-Netz umgebaut. Die im Originalzustand verbliebenen zwei Bmy-Wagen fielen 2000 einem Brand zum Opfer.
Die IC-Triebwagenzüge für Griechenland (heutige Baureihe 520 der OSE), die in Kooperation mit AEG 1989 und 1995 geliefert wurden, sind von den Komfortwagen abgeleitet worden.

### Interregio-Wagen Bauart Bautzen
Eine kleine Wagenserie in IR-Lackierung waren die 40 Amz210 aus dem Waggonbau Bautzen von 1991, die weitgehend der Halberstädter Bauart Ame/Am entsprachen, allerdings Schwenkschiebetüren besaßen. Ihr Einsatz beschränkte sich überwiegend auf den IR-Verkehr der DR. Als Verstärkerwagen gelangten diese Fahrzeuge aber auch in IC-Züge. Gegen Ende ihrer Einsatzzeit wurden die Wagen zu Zweite-Klasse-Wagen deklassiert (Bomz210). In den 2000er Jahren wurden die Wagen abgestellt und teilweise an die Regentalbahn verkauft.

### Planungen
Ab 1990 sollte der Waggonbau Bautzen an die DR 500 Großraumwagen der Bauart Bmp(z) liefern. Diese hätten mit zur Wagenmitte versetzter Einstiegstür und elf fiktiven Abteilen zwischen den als Schwenkschiebetüren auszuführenden Einstiegen wagenbaulich sehr dem Schweizer Einheitswagen EW IV oder den italienischen MDVE-Wagen geähnelt. Allerdings war bei den DR-Wagen keine Klimaanlage vorgesehen. Die Wagen sollten in den Binnenverkehrsschnellzügen der DR die dort eingesetzten Bmh-Wagen freisetzen, welche wiederum die in Eilzügen verwendeten, abgewirtschafteten Reko- und Modernisierungswagen verdrängen sollten. Durch veränderte politische Rahmenbedingungen und auf Anregung der westdeutschen Bundesbahn wurde dieses Projekt jedoch mit dem Ziel hochwertigerer deutsch-deutscher Bahnverbindungen noch 1990 verworfen. Folglich wurden beim Waggonbau Bautzen 40 Seitengangwagen des Typs Amz210 bestellt.
Zusätzlich war vorgesehen, für die vierachsigen Rekowagen der Gattung Bghw, deren Wagenkastenzustand für eine Sanierung korrosionsbedingt zu schlecht war, unter Verwendung von nutzbaren Teilen wie Drehgestellen oder Teilen der Inneneinrichtung Großraumwagen mit einer Wagenlänge von 26,40 Metern zu bauen. Aufgrund der wirtschaftlichen Veränderungen nach 1989 kam es jedoch nur noch zum Bau eines Musterwagens.

## Übersicht der Wagen Bauart Halberstadt und Bautzen
| DR- Gattung | DB- Gattung | Hersteller  | Bau- jahre | An- zahl  | Dreh- gestelle     | Bemerkungen |
| ----------- | ----------- | ----------- | ---------- | --------- | ------------------ | --- |
| WRm(e)      | WRm130      | Bautzen     | 1984       | 0026      | GP 200             | |
| Am(e)       | Am200       | Halberstadt | 1984–1990  | 0191      | GP 200             | ab 1992 teilw. Umbau in IR-Wagen |
| Am(e)       | Am201       | Halberstadt | 1982/1983  | 0116      | Görlitz V          | 1995 teilw. Umbau in ABom707 (drei Abteile erste, sieben Abteile zweite Kl.) später Umbau in ABomz512 (Regionalverkehr)                                                                |
| Amy         | –           | Bautzen     | 1985       | 0003      | GP 200 (Mg)        | 1993 Umbau zu WRmz der CNL |
| Amz         | Amz210      | Bautzen     | 1991       | 0040      | GP 200 (Mg)        | IR-Abteilwagen, 1993 teilw. Mehrspannungsumbau, 1996 davon fünf Wagen zu ABomz229.1 umgebaut, ab 1997 weitere Wagen in Bomz210.2 deklassiert, 2002 Ausmusterung, teilw. Umbau für ALEX |
| ABm(e)      | ABom222     | Halberstadt | 1983/1984  | 0075      | Görlitz V          | 1995 teilw. Umbau in ABom707 (drei statt vier Abteile erster Kl.), später Umbau in ABomz512 (Regionalverkehr)                                                                          |
| ABm(e)      | ABom226     | Halberstadt | 1988/1989  | 0190      | GP 200             | ab 1992 Umbau in IR-Wagen |
| Bmy         | –           | Bautzen     | 1985       | 0007      | GP 200 (Mg)        | 1993 Umbau zu WRmz der CNL (fünf Wagen) |
| Bmz         | Bomz236     | Halberstadt | 1991       | 0112      | GP 200 (Mg)        | IC-Wagen |
| Bcm(e)      | Bcom242     | Bautzen     | 1985–1986  | 0020 0030 | GP 200 (Mg) GP 200 | 20 Wagen mit Mg gebaut, Anfang 1990er Jahre entfernt 40 ähnliche Wagen 1986 für BDŽ gebaut                                                                                             |
| BDmsb       | BDomsb274   | Halberstadt | 1985–1988  | 0081      | GP 200             | ab 1992 Umbau in ABDomsb409 – späterer BDomsb535 – und ABbd406 (Regionalverkehr) |
| Bm(e)       | Bom280      | Halberstadt | 1984–1987  | 0650      | Görlitz V          | um 1996 Umbau in ABom707 (64 Wagen, drei Abteile erste Kl.), später Umbau in Bomz520 (Regionalverkehr)                                                                                 |
| Bm(e)       | Bom281      | Halberstadt | 1984–1990  | 0150      | GP 200             | ab 1992 teilw. Umbau in IR-Wagen und IC-Wagen |
| Bmz         | Bomz283     | Halberstadt | 1987       | 0050      | Görlitz V          | |
| Bmk         | Bomk539     | Halberstadt | 1989/1990  | 0004      | Görlitz V          | Buffettwagen, Umbau aus verunfallten Bm |
| Bmp         | Bmp591      | Halberstadt | 1989       | 0001      | Görlitz V          | Prototyp |

| Anmerkungen: 1. 2. 3. 4. 5. 6. | Besondere Kennbuchstaben: c = Liegewagen („Couchettes“) e = elektrische Heizung (bis 1986) p = Großraumwagen („Pullman“) y = Unterflur-Einkanal-Klimaanlage z = zentrale Energieversorgung UIC-Bauart-Bezeichnungssystem für Reisezugwagen |

## Wageneinsatz bei nichtbundeseigenen Eisenbahnen

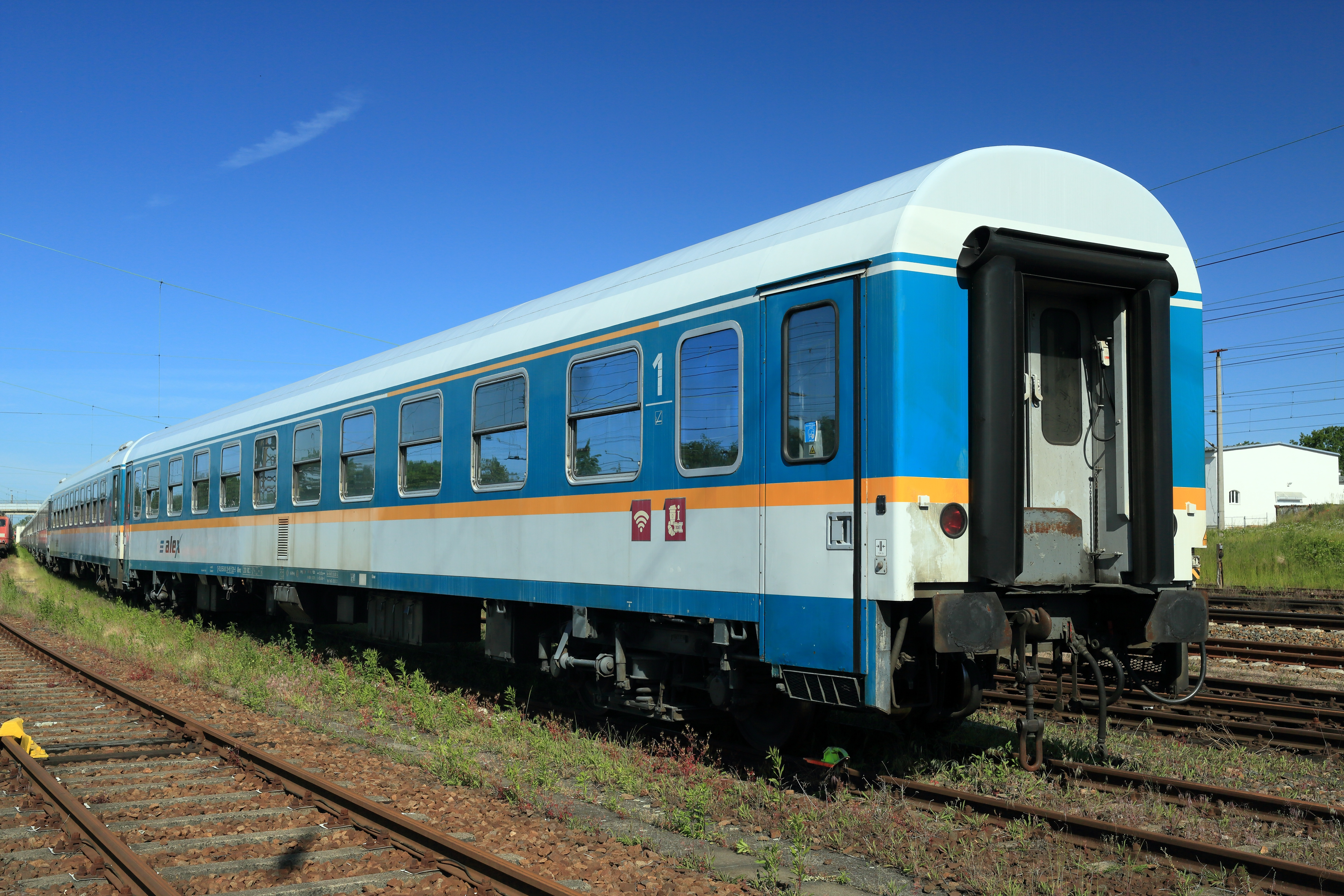
alex-UIC-Z-Wagen (ABvmz, vormals Amz^{210}), abgestellt im Bf Engelsdorf

Seit dem Jahr 2002 wurden UIC-Z-Abteilwagen der Bauarten ABomz512 und Bomz520 im Flensburg-Express, ab 2005 bei der Nord-Ostsee-Bahn, eingesetzt. Diese wurden teilweise auch im Fernverkehr als Teil des Hamburg-Köln-Express eingesetzt. Seit Dezember 2015 kommen diese Wagen bei der Mitteldeutschen Regiobahn zwischen Leipzig und Chemnitz zum Einsatz. UIC-Z-Wagen kamen zudem im Jahr 2003 beim InterConnex 3 zwischen Rostock und dem Rheinland zum Einsatz.
Auch die Regentalbahn übernahm UIC-Z-Wagen von der Deutschen Bahn, die sie im alex einsetzt. So wurden mehr als 20 Amz210 erworben, diese werden unter den Bezeichnungen ABvmz (erste und zweite Klasse) und Bomz (zweite Klasse) eingesetzt. Ebenfalls unter der Bezeichnung Bomz werden beim alex Wagen der Gattung Bomz236 eingesetzt.

## Ausland

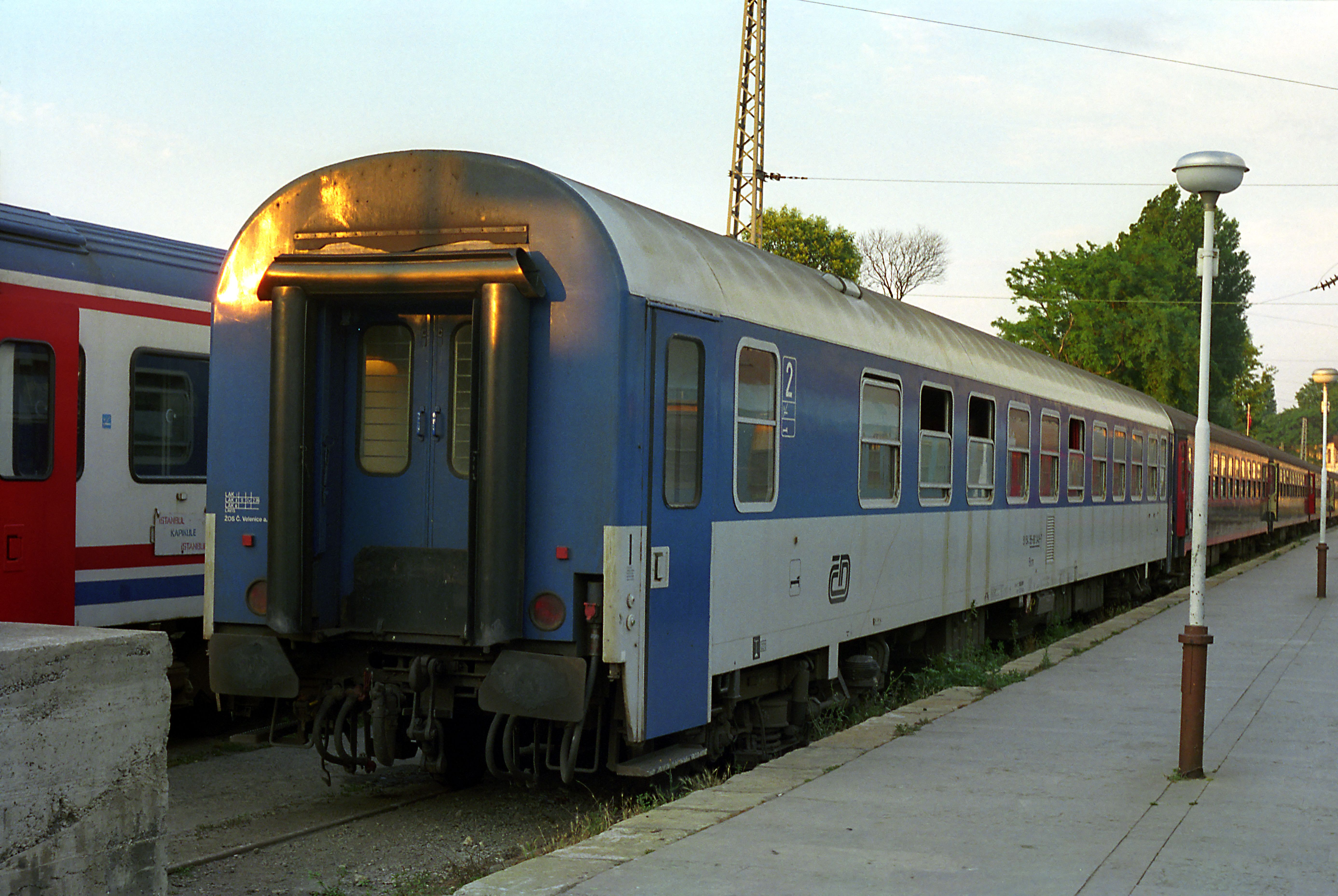
Bautzener ČD-Liegewagen BRcm in Istanbul Sirkeci

Während die DR die meisten ihrer Z2-Wagen selbst herstellen musste, wurden mehrere Z2-Wagen aus Bautzen an die tschechoslowakischen ČSD ab 1984 geliefert. Diese Wagen mit Schwenkschiebetüren fielen vor allem durch ihr halbes WC-Fenster an der Seite auf. Die Wagengattungen umfassten Abteilwagen der ersten und zweiten Klasse (wobei beide Bauarten einen identischen Grundriss mit elf Abteilen hatten und sich nur durch die Anzahl der Sitzplätze im Abteil unterschieden), sowie Zweitklasswagen mit Gepäck- und Behindertenabteil. Hinzu kam noch 20 besondere Liege-Bistrowagen der Gattung BRcm, die neben fünf Liegeabteilen auch mit einem vom Korridor abgetrennten Bistro-Teil mit Speisewagen-Quersitzen und Küche ausgestattet waren.

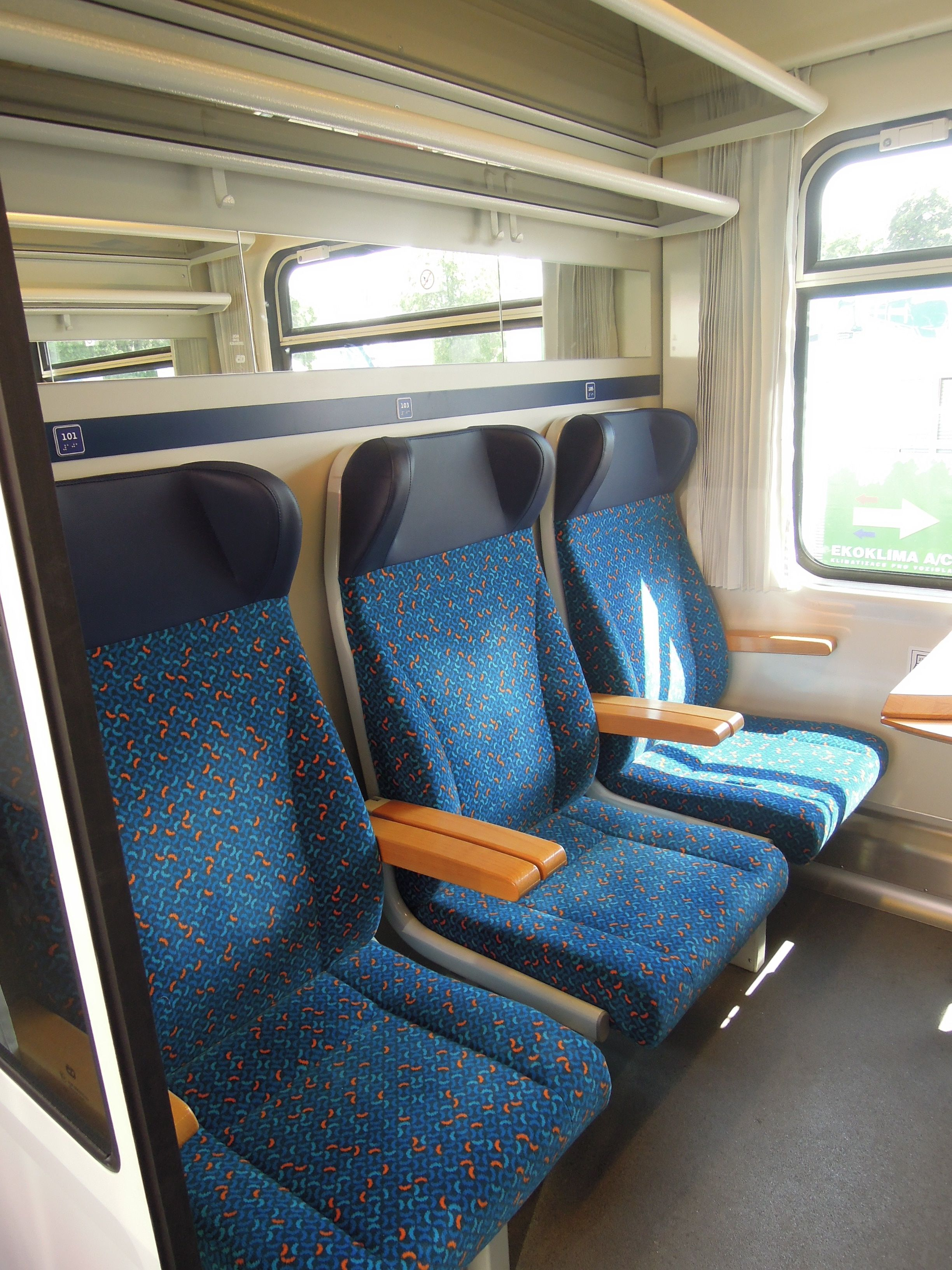
Zweite-Klasse-Abteil in einem modernisierten Halbgepäckwagen der ČD

Die Abteil-Sitzwagen werden seit dem Jahr 2014 von den ČD zu klimatisierten Großraumwagen der zweiten Klasse umgebaut (Bdmpee233). Die Halbgepäckwagen wurden ab 2012 ebenfalls vollständig modernisiert und mit einer Klimaanlage versehen, haben aber ihre Abteile behalten (Bbdgmee236). Bei der slowakischen Eisenbahngesellschaft ZSSK wurden die Halbgepäckwagen in ähnlicher Form modernisiert, die Abteil-Sitzwagen der zweiten Klasse ebenso und mit einer Klimaanlage nachgerüstet.
Ein Teil der Liege-Bistrowagen wurde zu Sitz-Bistrowagen umgebaut, wobei die ČD die Abteiltrennwände beibehielten, die ZSSK jedoch diese entfernte und eine Großraum-Bar mit Barhockern an der Gangseite erstellte. In der Slowakei wurden diese Wagen auch zur ersten Klasse hochgestuft und in ARmeer umbezeichnet, 2016 erfolgte aber eine Deklassierung unter Beibehaltung der Gattung. Bei den ČD wurden alle Wagen – egal ob zu Sitzwagen umgebaut oder nicht – zu Großraum-Erstklasswagen mit Bistroabteil (ARmpee832) modernisiert, während die ZSSK ihre nicht umgebauten Wagen zu Speise-Barwagen der Gattung WRRmee rekonstruieren ließ.
1991 gingen 100 zweite-Klasse-Wagen nach Polen, die dort als Bdmnu eingereiht wurden. Auch erste-Klasse-Wagen mit neun Abteilen wurden in dieser Zeit aus Bautzen nach Polen geliefert. Eine größere Zahl der Wagen wurde in den 2000er Jahren modernisiert und mit Klimaanlagen nachgerüstet, sie kommen heute in Express-InterCity-Zügen von PKP Intercity zum Einsatz.
Ab 1992 erfolgte auch eine Lieferung nach Rumänien, die Wagen erster und zweiter Klasse umfasste. Diese Wagen hatten viele identische Konstruktionsmerkmale mit den zeitgenössischen Interregio-Wagen.
Die in deutsch-deutscher Gemeinschaftsproduktion von AEG und LEW in den Jahren 1989 und 1995 gebauten griechischen IC-Dieseltriebwagen (heutige OSE-Baureihe 520) basieren gleichfalls auf den Z2-Wagen. Die Inneneinrichtung entspricht im Großen und Ganzen den Komfortwagen, die Einstiegstüren waren ursprünglich aber als Drehfalttüren ausgeführt. Erst nach mehreren Betriebsjahren wurden einzelne Wagenenden auf Schwenkschiebetüren umgebaut, um die Zugänglichkeit für Rollstuhlfahrer zu verbessern. Die OSE erhielt auch gleichartige Wagen für den Einsatz in lokbespannten Zügen sowie Liegewagen, die auch nach Bulgarien gelangten. Äußerlich erkennbar sind die Triebzug-Mittelwagen an der Steuerleitung und am Fehlen eingebauter Schlusssignallampen in den Stirnwänden.
Alle in Bautzen gebauten Z2-Wagen hatten von Anfang an Übergangstüren mit kleineren Fenstern und pneumatischer Öffnungshilfe.
Rumänien und Bulgarien haben auch viele gebrauchte Wagen von der Deutschen Bahn erworben, insbesondere die zum Fahrradtransport umgebauten Halbgepäckwagen und Interregiowagen. Einige Zweitklasswagen gingen sogar zu der ŽRS in der Republika Srpska, während die Eisenbahngesellschaft der Islamischen Republik Iran ehemalige Intercitywagen in großer Stückzahl beschaffte.
Ein besonderer Auslandsverkauf entstand 2016, als drei Liegewagen der BahnTouristikExpress durch die ungarische Firma Danube Express gekauft wurden. Diese wurden zwischen 2017 und 2019 zu Schlafwagen mit je vier Deluxe-Abteilen umgebaut und im gleichnamigen Luxuszug in ganz Europa eingesetzt.